# Jenków
Jenków (niem. Jenkau) – wieś w Polsce położona w województwie dolnośląskim, w powiecie jaworskim, w gminie Wądroże Wielkie.

## Podział administracyjny
W latach 1975–1998 miejscowość administracyjnie należała do województwa legnickiego.

## Nazwa
Według niemieckiego geografa oraz językoznawcy Heinricha Adamy’ego nazwa miejscowości jest nazwą patronimiczną wywodzącą się od polskiej wersji biblijnego imienia męskiego "Jana". Według badacza pierwotna była polska nazwa, która później została zgermanizowana. W swoim dziele o nazwach miejscowych na Śląsku wydanym w 1888 roku we Wrocławiu Adamy wymienia jako najstarszą zanotowaną nazwę miejscowości Jankowice tłumacząc ją na niemiecki "Dorf des Johann" czyli po polsku "Wieś Jana".
W dokumencie z 1217 roku wydanym przez biskupa wrocławskiego Lorenza miejscowość wymieniona jest w zlatynizowanej, staropolskiej formie Jancovici. Wzmiankowana jest po raz pierwszy w łacińskim dokumencie z 1250 roku wydanym przez papieża Innocentego IV w Lyonie gdzie zanotowana została w zlatynizowanej, staropolskiej formie „Janicov”. Została ona później przez Niemców zgermanizowana na "Jenkau" tracąc swoje pierwotne znaczenie. Po II wojnie światowej polska administracja spolonizowała zgermanizowaną nazwę na Jenków w wyniku czego słabo wiąże się ona z pierwszym znaczeniem.

## Zabytki
Do wojewódzkiego rejestru zabytków wpisany jest obiekt:
- kościół ewangelicki, obecnie rzymskokatolicki filialny pw. Świętej Rodziny, z 1650 r., przebudowany w 1790 r. i w XIX w.